# José Eloy Jiménez Moreno
José Eloy Jiménez Moreno (Hellín, 14 de juny de 1971), conegut al món de l'esport com a Eloy Jiménez o simplement Eloy, és un exfutbolista i entrenador manxec. A la seva època de jugador ocupava la posició de davanter.

## Trajectòria
Va iniciar la seua carrera a l'Hellín Deportivo. La temporada 91/92, amb l'equip a Preferent, marca 43 gols, una xifra que fa que equips de superior categoria es fixen en ell, i fitxa pel Yeclano CF, de Segona B. A l'any següent recala a l'Hospitalet, per aquella època filial de l'Espanyol, i la temporada 94/95, al Llevant UE, amb qui queda primer de la categoria de bronze. A eixa 94/95, els granotes són dirigits per Juande Ramos, i el manxec marca 14 gols. Malgrat fer una excel·lent campanya a la lliga regular, van perdre l'ascens en la darrera jornada de l'eliminatòria de promoció. La temporada següent, Eloy recala a la UD Las Palmas, també de Segona B. Amb els canaris es proclama per segon any consecutiu campió de grup, però aquest any sí que assoleixen l'ascens, amb una aportació decisiva de 25 gols.
El davanter no continua a les Canàries, i recala a l'Elx CF, amb qui torna a pujar a Segona Divisió. La temporada 97/98, debuta a la categoria d'argent amb els il·licitans. Va ser probablement la seva millor temporada com a futbolista: va disputar tots els minuts a la lliga i acabà tercer màxim golejador, amb 20 gols. L'estiu de 1998 retorna a Las Palmas, amb qui aconsegueix un nou ascens, ara a primera divisió, l'any 2000.
La temporada 00/01 es produeix la seua aparició a la màxima categoria amb la UD Las Palmas. A diferència de Segona, no és titular i tan sols marca dos gols. La temporada 01/02, la seua presència és anecdòtica i a mitja campanya marxa al Córdoba CF. Jugant a Segona, i tot hi gaudir de minuts, tan sols marca 3 gols en any i mig.
A la 03/04 retorna a la Segona B, a les files del CE Castelló. El seu rendiment va ser desigual a les dues campanyes que va romandre. A la primera fou titular i màxim golejador, amb la pobre xifra de 9 dianes. Eloy va disputar la seva quarta promoció d'ascens i va caure per segona vegada. La temporada següent, va perdre importància a l'equip, però aconseguí un nou ascens de categoria.
Després d'això, anuncia la seua intenció de retirar-se, però encara es manté un any més en actiu, a l'Hellín Deportivo, el seu primer equip, novament a Preferent.

### Entrenador
El primer any a l'Hellín efectua la doble tasca de jugador i entrenador, aconseguint l'ascens a Tercera divisió. Després de tres temporades més al club del seu poble natal, on sempre va mantindre la categoria, el 2009 es fa càrrec de la UB Conquense, de Segona B.

### Altres mèrits
- 1 ascens a Primera divisió: 1999/00 amb la UD Las Palmas.
- 3 ascensos a Segona divisió: 1995/96 amb la UD Las Palmas, 1996/97 amb l'Elx CF i 2004/05 amb el CE Castelló.
- 1 Trofeu Basilio (màxim golejador del CE Castelló): temporada 2003/04.